# Skara (comune)
Skara è un comune svedese di 18 328 abitanti, situato nella contea di Västra Götaland. Il suo capoluogo è la città omonima.

## Località
Nel territorio comunale sono comprese le seguenti aree urbane (tätort):
- Ardala
- Axvall
- Eggby
- Skara
- Varnhem